# Orthodes cynica
Orthodes cynica är en fjärilsart som beskrevs av Druce. Orthodes cynica ingår i släktet Orthodes och familjen nattflyn. Inga underarter finns listade i Catalogue of Life.